# Геракл (Софокл)
«Геракл» (др.-греч. Ἡρακλῆς) — трагедия древнегреческого драматурга Софокла (V век до н. э.) на тему мифов о Геракле, текст которой почти полностью утрачен.
Пьеса упоминается в каталоге произведений Софокла, составленном в Пирее примерно в I веке до н. э. Точных данных о её сюжете нет, так как сохранился только набор мелких фрагментов неясного содержания: «Набрали дров, // Чтоб не нуждаться в топливе…»; «Местного // Там змея кормят, стража родника…»; «Круг киклопический…». Антиковеды полагают, что в трагедии рассказывалось о походе Геракла в царство мёртвых за Кербером. 
Поскольку, по данным ряда источников, герой спустился в Аид на мысе Тенар в Лаконике, многие учёные отождествляют трагедию «Геракл» с сатировской драмой того же автора «На Тенаре», текст которой тоже почти полностью утрачен. Предположительно название «Кербер», фигурирующее в одном из источников, относится к той же пьесе.